# Tri.be
Tri.be (em coreano: 트라이 비: estilizado como TRI.BE: abreviação de "Triangle Being"), é um girl group sul-coreano formado pelo Shinsadong Tiger e pela Universal Music Group e gerenciado pela TR Entertainment e Mellow Entertainment na Coreia do Sul e pela Republic Records nos Estados Unidos. O grupo atualmente é composto por seis membros: Songsun, Kelly, Hyunbin, Jia, Soeun e Mire. A integrante Jinha anunciou sua saída em 31 de julho de 2023 por questões de saúde. Tri.be estreou em 17 de fevereiro de 2021, com seu single álbum Tri.be Da Loca.

## História

### Pré-estréia
Songsun e Hyunbin foram trainees da Banana Culture e fizeram parte do Banana Culture New Kid: Songsun foi trainee por oito anos, enquanto Hyunbin treinou por três anos. Kelly foi uma ex-concorrente em Youth With You 2 sob Lion Heart Entertainment, embora ela tenha sido eliminada na primeira rodada.

### 2021 - Estréia comTri.be Da Loca, comebacks e singles promocionais
Foi revelado que o produtor Shinsadong Tiger e a Universal Music estariam estreando um novo grupo feminino no início de 2021 em 29 de dezembro de 2020. Em 4 de janeiro de 2021, as contas oficiais de mídia social do grupo divulgaram um vídeo de movimento do logotipo oficial, revelando o logotipo do grupo e seu nome como Tri.be. Foi confirmado mais tarde naquele dia que o grupo estrearia em fevereiro de 2021. Antes de sua estreia, eles participaram de seu primeiro reality show online, "Let's Try ! Be", no YouTube através do Studio Lululala.
Eles estrearam com seu primeiro álbum single "Tri.be Da Loca" em 17 de fevereiro de 2021 com o single principal "Doom Doom Ta". Ambas as músicas do álbum foram produzidas por Shinsadong Tiger e LE do EXID. O grupo foi mais tarde anunciado para assinar com a Republic Records da Universal Music para as promoções nos Estados Unidos.
Em 18 de maio de 2021, elas fizeram seu primeiro comeback com seu segundo álbum single, "Conmigo", tendo como o single principal a faixa "Rub-A-Dum". E em 12 de outubro, elas lançaram seu primeiro mini álbum, "Veni Vidi Vici", com o single principal "Would You Run" e mais 5 músicas.
Em 25 de novembro elas laçaram o single digital natalino "Santa For You", a membro Songsun foi uma das responsáveis pela letra da música. No dia 16 de dezembro foi lançado o single promocional "The Bha Bha Song", em parceria com o progama do Cartoon Natwork e HBO Max, Ursinho em curso (We Baby Bears), que é o spin-off do Ursos sem curso, a música é a trilha de abertura da série e é cantada pelo grupo nas versões em inglês, coreano, japonês e chinês.

## Membros
- Songsun (hangul: 송선), nascida Kim Song Sun (hangul: 김송선) em Seodaemun-gu, Seul, Coreia do Sul em 22 de março de 1997 (27 anos).
- Kelly (hangul: 켈리), nascida Lin Weixi (em chinês:  林韋希) em Kaohsiung, Taiwan em 16 de janeiro de 2002 (23 anos).
- Hyunbin (hangul: 현빈), nascida Kim Hyun Bin (hangul: 김현빈) em Sunchang-gun, Jeollabuk-do, Coreia do Sul em 26 de maio de 2004 (20 anos).
- Jia (hangul: 지아), nascida Guo Jiajia (em chinês:  郭嘉佳) em Taipei, Taiwan em 30 de julho de 2005 (19 anos).
- Soeun (hangul: 소은), nascida Bang So Eun (hangul: 방소은) em Jung-gu, Incheon, Coreia do Sul em 10 de dezembro de 2005 (19 anos).
- Mire (hangul: 미레), nascida Aoyagi Sumire (em japonês:  青柳菫) em Yamanashi, Japão em 26 de março de 2006 (18 anos).

### Ex-integrantes
- Jinha (hangul: 진하), nascida Kim Jin Ha (hangul: 김진하) em Siheung-si, Gyeonggi, Coreia do Sul em 21 de novembro de 2003 (21 anos).

## Discografia

### Álbuns individuais
| Título                                                                        | Detalhes do álbum |                | |
| ----------------------------------------------------------------------------- | --- | -------------- | --- |
| Título                                                                        | Detalhes do álbum | Tri.be Da Loca | - Lançado: 17 de fevereiro de 2021 - Gravadora: TR Entertainment, Universal Music - Formatos: CD, digital download Track listing 1. Loro 2. Doom Doom Ta (둠둠타) |
| Conmigo                                                                       | - Lançado: 18 de maio de 2021 - Gravadora: TR Entertainment, Universal Music - Formatos: CD, digital download Track listing 1. Rub-A-Dum (러버덤) 2. Loro                                                            |                | |
| Veni Vidi Vici                                                                | - Lançado: 12 de outubro de 2021 - Gravadora: TR Entertainment, Universal Music - Formatos: CD, digital download Track listing 1. Would You Run 2. Loro 3. -18 4. Got Your Back 5. True 6. DOOM DOOM TA 7. Rub-a-Dum |                | |
| Leviosa                                                                       | - Lançado: 09 de agosto de 2022 - Gravadora: TR Entertainment, Universal Music - Formatos: CD, digital download Track listing 1. Kiss 2. In The Air (777)                                                            |                | |
| "—" denota lançamentos que não traçaram ou não foram lançados naquela região. | |                | |

### Singles
| Título                                                                        | Ano                 | Álbum   |                         |      |                |
| ----------------------------------------------------------------------------- | ------------------- | ------- | ----------------------- | ---- | -------------- |
| Título                                                                        | Ano                 | Álbum   | "Doom Doom Ta" (둠둠타) | 2021 | Tri.be Da Loca |
| "Rub-A-Dum" (러버덤)                                                          | Conmigo             |         |                         | 2021 |                |
| "Would You Run" (우주로)                                                      | VINI VID VICI       |         |                         | 2021 |                |
| "Santa For You"                                                               | Santa For You       |         |                         | 2021 |                |
| "The Bha Bha Song"                                                            | We Baby Bears Theme |         |                         | 2021 |                |
| "KISS"                                                                        | 2022                | Leviosa |                         |      |                |
| "—" denota lançamentos que não traçaram ou não foram lançados naquela região. |                     |         |                         |      |                |

### Videoclipes
| Título             | Ano  | Diretor(es)                   |
| ------------------ | ---- | ----------------------------- |
| "Doom Doom Ta"     | 2021 | Oroshi (@DESERT BEAGLE)       |
| "Rub-A-Dum"        | 2021 | Hong Jae-hwan (Desert Beagle) |
| "Would You Run"    | 2021 | Oroshi (@DESERT BEAGLE)       |
| "The Bha Bha Song" | 2021 | Lee Seonjin (TOURMALINE)      |
| "KISS"             | 2022 | Naive Creative Production     |

## Filmografia

### Reality shows
| Ano  | Título         | Rede                      | Nota(s)                 | Ref. |
| ---- | -------------- | ------------------------- | ----------------------- | ---- |
| 2021 | Let's Try ! Be | Studio Lulu Lala, YouTube | Reality Show de estreia | .    |